# Phyllophaga canoana
Phyllophaga canoana är en skalbaggsart som beskrevs av Moron 2003. Phyllophaga canoana ingår i släktet Phyllophaga och familjen Melolonthidae. Inga underarter finns listade i Catalogue of Life.